# روني ستانلي
روني ستانلي (بالإنجليزية: Ronnie Stanley)‏ هو لاعب كرة قدم أمريكية أمريكي، ولد في 18 مارس 1994 في لاس فيغاس في الولايات المتحدة.

## وصلات خارجية
- روني ستانلي على موقع إي إس بي إن.كوم (أن.أف.أل)3
- روني ستانلي على موقع مرجع كرة القدم المحترفة.كوم (الإنجليزية)